# سرچنار (میاندوآب)
سرچنار (میاندوآب)، روستایی از توابع بخش مرکزی شهرستان میاندوآب در استان آذربایجان غربی ایران است. نام قدیمی این روستا، کلب رضاخان بوده که در سال‌های اخیر به سرچنار تغییر یافته است.

## جمعیت
این روستا در دهستان زرینه‌رود جنوبی قرار دارد و براساس سرشماری مرکز آمار ایران در سال ۱۳۸۵، جمعیت آن ۱٬۸۲۴ نفر (۴۳۹ خانوار) بوده است.